# Magnas
Magnas (en occitano, Manhàs) es una comuna francesa situada en el departamento de Gers, en la región de Occitania.

## Demografía
| 77 | 71 | 57 | 40 | 61 | 48 | 60 |
| Para los censos de 1962 a 1999 la población legal corresponde a la población sin duplicidades (Fuente: INSEE [Consultar]) |    |    |    |    |    |    |